# Западна Јава
Западна Јава (инд. Jawa Barat), једна је од 34 провинције Индонезије. Провинција се налази на острву Јава у централном делу Индонезије. Покрива укупну површину од 35.378 км² и има 43.053.732 становника (2010). 
Главни град је Бандунг.

## Демографија
Становништво чине: Сунди (79%), Јаванци (11%), Бетави (5%) и други. Ислам је доминантна религија (97%).
| 1971.      | 1980.      | 1990.      | 1995.      | 2000.      | 2010.      |
| ---------- | ---------- | ---------- | ---------- | ---------- | ---------- |
| 21.623.529 | 27.453.525 | 35.384.352 | 39.206.787 | 35.729.537 | 43.053.732 |

## Галерија
- Кратер у Тангкубан Пераху
- Бандунг са погледом на Тангкубан Пераху